# Laura Fogli
Laura Fogli (* 5. Oktober 1959 in Comacchio) ist eine ehemalige italienische Marathonläuferin.
1981 wurde sie Fünfte beim Europacup-Marathon und Vierte beim New-York-City-Marathon. Im Jahr darauf gewann sie die Silbermedaille bei den Europameisterschaften in Athen und wurde erneut Vierte in New York City. 1983 wurde sie Vierte beim Avon-Marathon, Sechste bei den Weltmeisterschaften in Helsinki und Zweite in New York City.
Bei der Premiere des olympischen Frauenmarathons 1984 in Los Angeles belegte sie den neunten Rang. Im selben Jahr kam sie in New York City auf den dritten Platz. 1985 wurde sie Vierte beim IAAF-Weltcup-Marathon, Zweite beim Pittsburgh-Marathon, Sechste beim Europacup-Marathon und erneut Dritte in New York City. 1986 siegte sie in Pittsburgh, errang Silber bei der Europameisterschaften in Stuttgart und wurde zum dritten Mal in Folge Dritte in New York City.
Bei den Olympischen Spielen 1988 in Seoul lief sie in ihrer persönlichen Bestzeit von 2:27:49 h auf dem sechsten Platz ein. Zum zweiten Mal wurde sie in diesem Jahr Zweite in New York City. Einem weiteren dritten Platz beim New-York-City-Marathon 1989 folgte 1990 der Sieg beim Venedig-Marathon. 1991 kam sie beim im Rahmen des London-Marathons ausgetragenen IAAF-Weltcup-Marathons auf den 13. Platz. 1993 wurde sie Fünfte beim Berlin-Marathon, und 1994 gewann sie den Turin-Marathon. Bei den Weltmeisterschaften 1997 in Athen kam sie auf den 24. Platz.

## Auszeichnungen
- Italiens Sportlerin des Jahres (La Gazzetta dello Sport): 1988